# Carex donnell-smithii
Carex donnell-smithii là một loài thực vật có hoa trong họ Cói. Loài này được L.H.Bailey mô tả khoa học đầu tiên năm 1889.